# Saint-Romain-en-Gal
Saint-Romain-en-Gal és un municipi francès situat al departament del Roine i a la regió d'Alvèrnia-Roine-Alps. L'any 2007 tenia 1.634 habitants.

## Demografia

### Població
El 2007 la població de fet de Saint-Romain-en-Gal era de 1.634 persones. Hi havia 671 famílies de les quals 204 eren unipersonals (82 homes vivint sols i 122 dones vivint soles), 220 parelles sense fills, 212 parelles amb fills i 35 famílies monoparentals amb fills.
La població ha evolucionat segons el següent gràfic:
Habitants censats

### Habitatges
El 2007 hi havia 734 habitatges, 685 eren l'habitatge principal de la família, 10 eren segones residències i 39 estaven desocupats. 423 eren cases i 307 eren apartaments. Dels 685 habitatges principals, 452 estaven ocupats pels seus propietaris, 207 estaven llogats i ocupats pels llogaters i 27 estaven cedits a títol gratuït; 10 tenien una cambra, 48 en tenien dues, 162 en tenien tres, 202 en tenien quatre i 263 en tenien cinc o més. 529 habitatges disposaven pel capbaix d'una plaça de pàrquing. A 326 habitatges hi havia un automòbil i a 302 n'hi havia dos o més.

### Piràmide de població
La piràmide de població per edats i sexe el 2009 era:
| Homes | Edats   | Dones |
| ----- | ------- | ----- |
| 0     | 95 o +  | 0     |
| 4     | 90 a 94 | 4     |
| 8     | 85 a 89 | 12    |
| 12    | 80 a 84 | 16    |
| 28    | 75 a 79 | 44    |
| 40    | 70 a 74 | 28    |
| 32    | 65 a 69 | 32    |
| 24    | 60 a 64 | 28    |
| 32    | 55 a 59 | 48    |
| 48    | 50 a 54 | 64    |
| 64    | 45 a 49 | 44    |
| 48    | 40 a 44 | 36    |
| 36    | 35 a 39 | 48    |
| 68    | 30 a 34 | 60    |
| 52    | 25 a 29 | 64    |
| 20    | 20 a 24 | 40    |
| 33    | 15 a 19 | 40    |
| 52    | 10 a 14 | 40    |
| 28    | 5 a 9   | 52    |
| 36    | 0 a 4   | 28    |

## Economia
El 2007 la població en edat de treballar era de 1.047 persones, 766 eren actives i 281 eren inactives. De les 766 persones actives 729 estaven ocupades (401 homes i 328 dones) i 38 estaven aturades (17 homes i 21 dones). De les 281 persones inactives 117 estaven jubilades, 106 estaven estudiant i 58 estaven classificades com a «altres inactius».

### Ingressos
El 2009 a Saint-Romain-en-Gal hi havia 684 unitats fiscals que integraven 1.636,5 persones, la mediana anual d'ingressos fiscals per persona era de 20.285 €.

### Activitats econòmiques
Dels 102 establiments que hi havia el 2007, 3 eren d'empreses extractives, 1 d'una empresa de fabricació d'elements pel transport, 3 d'empreses de fabricació d'altres productes industrials, 22 d'empreses de construcció, 25 d'empreses de comerç i reparació d'automòbils, 4 d'empreses de transport, 5 d'empreses d'hostatgeria i restauració, 1 d'una empresa d'informació i comunicació, 8 d'empreses financeres, 3 d'empreses immobiliàries, 12 d'empreses de serveis, 11 d'entitats de l'administració pública i 4 d'empreses classificades com a «altres activitats de serveis».
Dels 31 establiments de servei als particulars que hi havia el 2009, 5 eren tallers de reparació d'automòbils i de material agrícola, 1 autoescola, 8 paletes, 3 guixaires pintors, 3 fusteries, 3 lampisteries, 1 empresa de construcció, 3 restaurants, 2 agències immobiliàries i 2 salons de bellesa.
Dels 2 establiments comercials que hi havia el 2009, 1 era una botiga de menys de 120 m² i 1 una carnisseria.
L'any 2000 a Saint-Romain-en-Gal hi havia 17 explotacions agrícoles que ocupaven un total de 270 hectàrees.

## Equipaments sanitaris i escolars
L'únic equipament sanitari que hi havia el 2009 era una farmàcia.
El 2009 hi havia una escola elemental.

## Poblacions més properes
El següent diagrama mostra les poblacions més properes.